# Ronan (Montana)
Pour les articles homonymes, voir Ronan.
La ville de Ronan (en kalispel ocqʔetkʷ) est située dans le comté de Lake, dans l’État du Montana, aux États-Unis. Selon le recensement de 2010, elle compte 1 871 habitants.

## Histoire
Fondée sous le nom de Spring Creek, la localité a été renommée en 1893 en hommage à Peter Ronan, maire et superintendant de la réserve indienne de Flathead, sur laquelle elle s’étend.

## Démographie
| Groupe            | Ronan | Montana | États-Unis |
| ----------------- | ----- | ------- | ---------- |
| Blancs            | 61,3  | 89,4    | 72,4       |
| Amérindiens       | 27,0  | 6,3     | 0,9        |
| Métis             | 10,1  | 2,5     | 2,9        |
| Autres            | 0,7   | 0,7     | 6,4        |
| Asiatiques        | 0,5   | 0,6     | 4,8        |
| Afro-Américains   | 0,4   | 0,4     | 12,6       |
| Total             | 100   | 100     | 100        |
|                   |       |         |            |
| Latino-Américains | 4,7   | 2,9     | 16,7       |

Selon l'American Community Survey pour la période 2010-2014, 95,38 % de la population âgée de plus de 5 ans déclare parler l'anglais à la maison, 2,66 % déclare parler une langue amérindienne (principalement salish et dans une moindre mesure kutenai, 1,45 % l'espagnol et 0,52 % une autre langue.